# Bertalanfi Pál
Bertalanfi Pál (vagy Bertalanffi, Polya, 1706. január 6. – Komárom, 1763. január 15.) jezsuita rendi gimnáziumigazgató.

## Élete
Nemes szülőktől származott. A humaniórákat Nagyszombatban végezte, 1725-ben Bécsben belépett a jezsuita rendbe. Kassán folytatta tanulmányait és 1742-ben fölszentelték. Tanított Gyöngyösön, Ungvárott, Pécsett, Egerben és Székesfehérvárott, azután mint magyar hitszónok egy évig működött Győrött, hétig Bécsben. Nagyszombatban szintén hét évig működött. Innen Sárospatakra ment házfőnöknek, végül Komáromba gimnáziumi igazgatónak. Emlékezetre méltó, hogy 1745-ben ő volt az első, aki a Bécsben lakó magyarokhoz az egyházi szószékről magyar beszédet tartott.

## Művei
- Nagyra vágyodó világ fiának keserves siralma. Bécs, 1750 (2. kiadás. Kassa, 1761)
- Dicsőséges szent István magyar királynak rövid élete, mely egy ájtatos uri tisztelője által versekbe foglaltatott. Bécs, 1751
- Mindennapi kenyér, melyet mind kisdedeknek, mind korosnak lelki táplálására tördelt. Buda és Nagyszombat. 1753 (2. kiadás. Buda, 1779)
- Keresztyén bölcsesség. Nagyszombat. 1754 (2. kiad. Eger, 1770)
- Világnak két rendbéli rövid ismerete. Nagyszombat, 1757[2]
- Mennyei genius, hely és év n.